# Harry Nyquist
Harry Nyquist, szw. Harry Theodor Nyqvist (ur. 7 lutego 1889 w Nilsby w Värmland, zm. 4 kwietnia 1976 w Harlingen) – szwedzki inżynier elektryk, naukowiec i wynalazca.
Harry Nyquist miał szóstkę rodzeństwa. W 1907 wyemigrował do Stanów Zjednoczonych. Studiował inżynierię elektryczną na Uniwersytecie Dakoty Północnej, gdzie uzyskał magisterium w 1915, a następnie na Uniwersytecie Yale obronił doktorat z fizyki w 1917. Nyquist pracował przez jakiś czas jako nauczyciel w szkole średniej. Po studiach karierę swoją związał z firmą AT&T, gdzie pracował w dziale badawczo-rozwojowym od 1917 do 1934. Dział ten, po przejęciach i przekształceniach, stał się Laboratoriami Bella. Pracę kontynuował tam do emerytury, na którą przeszedł w 1954. Będąc na emeryturze, pozostał konsultantem Laboratoriów Bella.
W 1928 w artykule pt. Certain topics in Telegraph Transmission Theory (pl. Wybrane zagadnienia teorii transmisji telegraficznej), podał fundamentalne prawo telekomunikacji: liczba niezależnych impulsów, które można przesłać linią telegraficzną w jednostce czasu ograniczona jest do dwukrotnej szerokości pasma. Zasada ta jest w istocie wspólna dla twierdzenia znanego obecnie jako twierdzenie Nyquista-Shannona. Twierdzenie to innymi słowy podaje, że najwyższa częstotliwość próbkowanego sygnału, który chce się potem dokładnie odtworzyć, wynosi połowę częstotliwości próbkowania. Jest to tak zwana częstotliwość Nyquista.
W 1932 opublikował artykuł na temat stabilności wzmacniaczy ze sprzężeniem zwrotnym podając twierdzenie, które określa kiedy wzmacniacz ze sprzężeniem zwrotnym będzie stabilny, a kiedy nie. To dokonanie Nyquista na polu elektroniki nazwano twierdzeniem o stabilności (tak zwane kryterium Nyquista związane jest z charakterystyką Nyquista). 
Jego wczesne prace teoretyczne na temat określania wymagań na szerokość pasma przy transmisji informacji położyły fundamenty pod późniejsze prace Claude'a Shannona, które doprowadziły do rozwoju teorii informacji.
Nyquist miał też wkład w teorię szumu (pracując dla Bell Laboratories, Nyquist wykonał prace dotyczące szumu termicznego, zwanego szumem Johnsona-Nyquista), projekty telefaksów (wraz z Herbertem Eugene'em Ives'em przyczynił się do opracowania pierwszych faksów firmy AT&T, które zaprezentowano publicznie w 1924) i telewizji oraz innych kwestii dotyczących telekomunikacji. Uzyskał w sumie 138 patentów. Był uhonorowany prestiżowymi nagrodami, między innymi Medalem Rufusa Oldenburgera w 1975.